# Rosso (Niccolò Fabi)
Rosso è un singolo promozionale del cantautore italiano Niccolò Fabi, pubblicato nel 1997 ed estratto dal primo album in studio Il giardiniere.

## Descrizione
Nel brano Fabi racconta un sogno in cui ha visto il proprio funerale, e si è reso conto di chi in vita gli ha voluto davvero bene. Con amarezza, il cantante prende atto che la donna che ha sempre amato non solo non ha versato una lacrima per lui, ma invece di essere a lutto, ha uno sgargiante vestito rosso, da cui il titolo.

## Tracce
1. Rosso – 3:33